# Justicia galeata
Justicia galeata är en akantusväxtart som beskrevs av M. Hedrén. Justicia galeata ingår i släktet Justicia och familjen akantusväxter. Inga underarter finns listade i Catalogue of Life.